# Музей Лондона
Музе́й Ло́ндона (англ. Museum of London) показує історію Лондона від доісторичних до сучасних часів. Музей розташований на вулиці Лондонська стіна, поруч з Барбікан-центром та є частиною комплексу будівель Барбікан, які були побудовані в 1960–1970-ті роки як інноваційний підхід до редевелопменту пошкодженої бомбардуваннями Другої світової війни частини Лондонського Сіті.
Музей розташований за кілька хвилин пішої ходьби на північ від собору святого Павла, поруч із залишком римської міської стіни (тієї частини, яка при забудові була залишена для історії) просто на межі найстарішої частини Лондона, яка є тепер його основним фінансовим районом. Основний фокус музею — на соціальній історії Лондона та його мешканців у часі. Музей перебуває у спільному управлінні та фінансуванні Корпорації Лондонського Сіті та Адміністрації Великого Лондона.

## Опис
Колекція музею створена поєднанням колекцій, які раніше перебували у власності Корпорації Лондонського Сіті в Музеї Гілдголлу та Лондонського музею, який розміщувався у Кенсінгтонському палаці. Рішення про це об'єднання було ухвалено 1964 року, а дозвіл на об'єднання, «Акт про Музей Лондона» прийнято наступного року.
Музей був відкритий у грудні 1976 року як частина Барбікану. Архітекторами будівлі були Філіп Пауелл та Ідальго Моя, які застосували інноваційний підхід до дизайну музеїв, за яким галереї музею створені таким чином, що по галереях музею є лише один маршрут — від доісторичних часів до сучасності.
Музей складається з серій хронологічно розташованих галерей, які містять оригінальні артефакти, моделі, малюнки та діаграми, з відчутним акцентом на археологічні відкриття, побудоване місто, міський розвиток та соціальне і культурне життя Лондона в різні часи. Галереї музею містять інтерактивні виставки та заняття для відвідувачів різного віку. Серед галерей є такі: доісторична, «Лондон до Лондона», «Середньовічний Лондон», а також «Війна, Чума та Вогонь» про період громадянської війни в Англії та Великої лондонської пожежі.

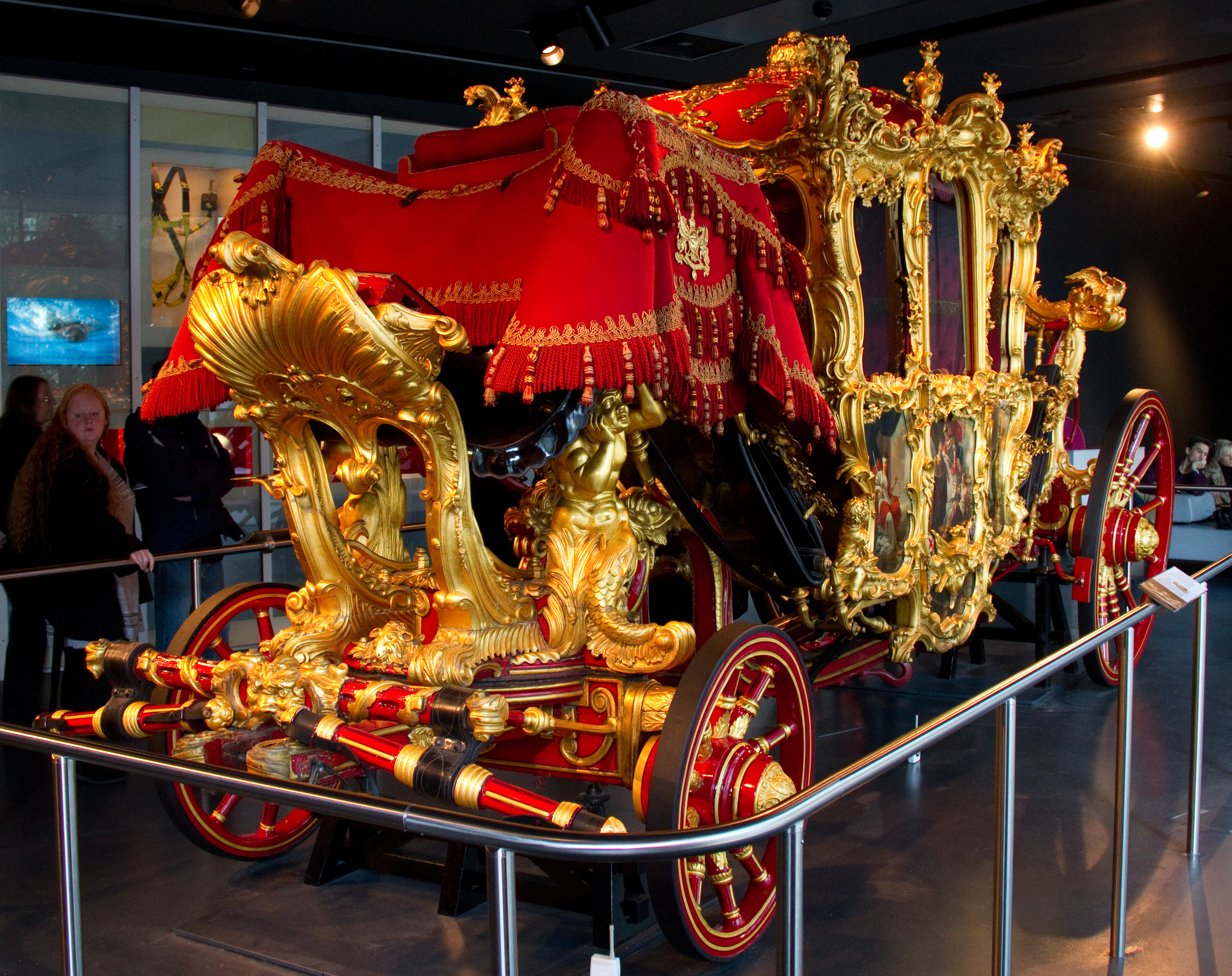
Карета лорда-мера на виставці в музеї

У травні 2010 року в музеї архітектурним бюро Wilkinson Eyre було завершено перебудову вартістю £20 мільйонів, що було найбільшою інвестицією з часу його відкриття. Чотири нові галереї музею розповідають історію міста від Великої лондонської пожежі 1666 року до сучасності. Нова галерея Сіті має великі вікна на рівні вулиці вздовж Лондонської стіни та містить освітлену вітрину для державної карети лорда-мера, яка в листопаді кожного року виїжджає на вулиці Сіті для Шоу лорда-мера.
Ці Галереї Сучасного Лондона збільшили експозицію музею на 25 % та дали змогу продемонструвати додаткових 7 000 об'єктів. Найцікавішими[на чию думку?] фрагментами є реконструкція георгіанських садів насолод, гнітючого дерев'яного інтер'єру комірки боргової тюрми Велклоуз, ліфт у стилі Ар Деко з універмагу Selfridges та ляльки з дитячих передач BBC «Енді Ренді» та «Білл та Бен».
Галерея «Місто, яке росте» представляє період від 1660-х до 1850 року. Галерея «Місто людей» — від 1850 до 1940-х, включно з експозицією «Вікторіанська прогулянка», що містить відтворені магазини та громадські будівлі, а також секціями, присвяченими Вест-Енду, суфражеткам, Першій та Другій світовій війні, і щоденному життю.
Нові галереї дають новий наголос на сучасному Лондоні та формуванні колекцій сучасності. Галерея «Світове місто» стосується до історії Лондона від 1950 року до сучасності. Багато уваги приділено моді — від офіційних костюмів 1950-х, суконь Мері Куант свінгових 1960-х, гіпі-шику 1970-х та бондажних штанів і розірваних футболок ери панків до пашміни з колекції Александра Макквіна 2008 року.
Зала Саклера (англ. Sackler Hall) містить еліптичну світлодіодну завісу, на якій демонструються роботи молодих режисерів під час Комісії Музею лондонського кіно, разом з Film London, яка проходить раз на два роки.
Зала для тимчасових виставок «Лондон, що надихає» слугує місцем для виставок на тему креативність та натхнення.

## Структура
Музей Лондона є частиною організації «Museum of London Group», яка також управляє Музеєм лондонських доків. З 01 квітня 2008 року організація перебуває у спільному управлінні та фінансуванні Корпорації Лондонського Сіті та Адміністрації Великого Лондона.
Музей очолює директор. Поточний директор Шерон Амент оголосила про п'ятирічний план «охопити більше людей» та досягти 1,5 мільйона відвідувачів на рік.

### Музей лондонських доків
2003 року Музей лондонських доків (англ. Museum of London Docklands, спочатку — «Музей в доках») відкрився у будівлі складу 19-го сторіччя поблизу Кенері-Ворф на Собачому острові. Музей репрезентує історію Лондона як порту, починаючи з 2 000 років тому, коли тут існував римський торговий пост на берегах Темзи, та прослідковуючи зростання Лондона в найбільший порт світу. У листопаді 2007-го в ньому відкрилася перша постійна експозиція щодо участі Лондона у трансатлантичній работоргівлі «Лондон, цукор та рабство».

### Список директорів
1. Том Гуму (1972–1977)
2. Макс Гебдіч (1977–1997)
3. Саймон Турлі (1997–2002)
4. Джек Ломан (2002–2012)
5. Шерон Амент (з вересня 2012)

## Зображення

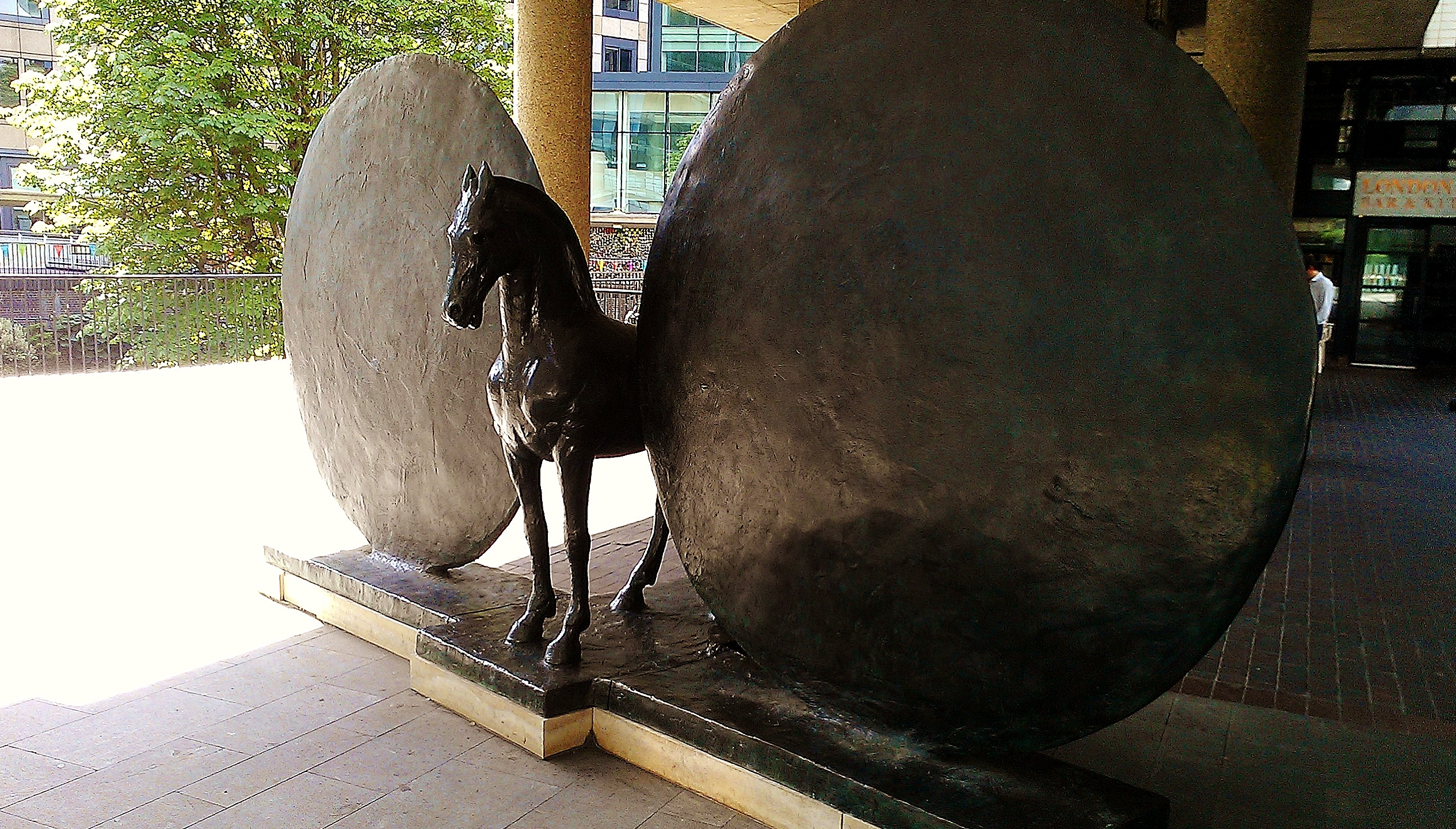
Скульптура зовні будівлі музею; скульптор Крістофер Ле Брюн (1951-), назва «Союз: Кінь з двома дисками».
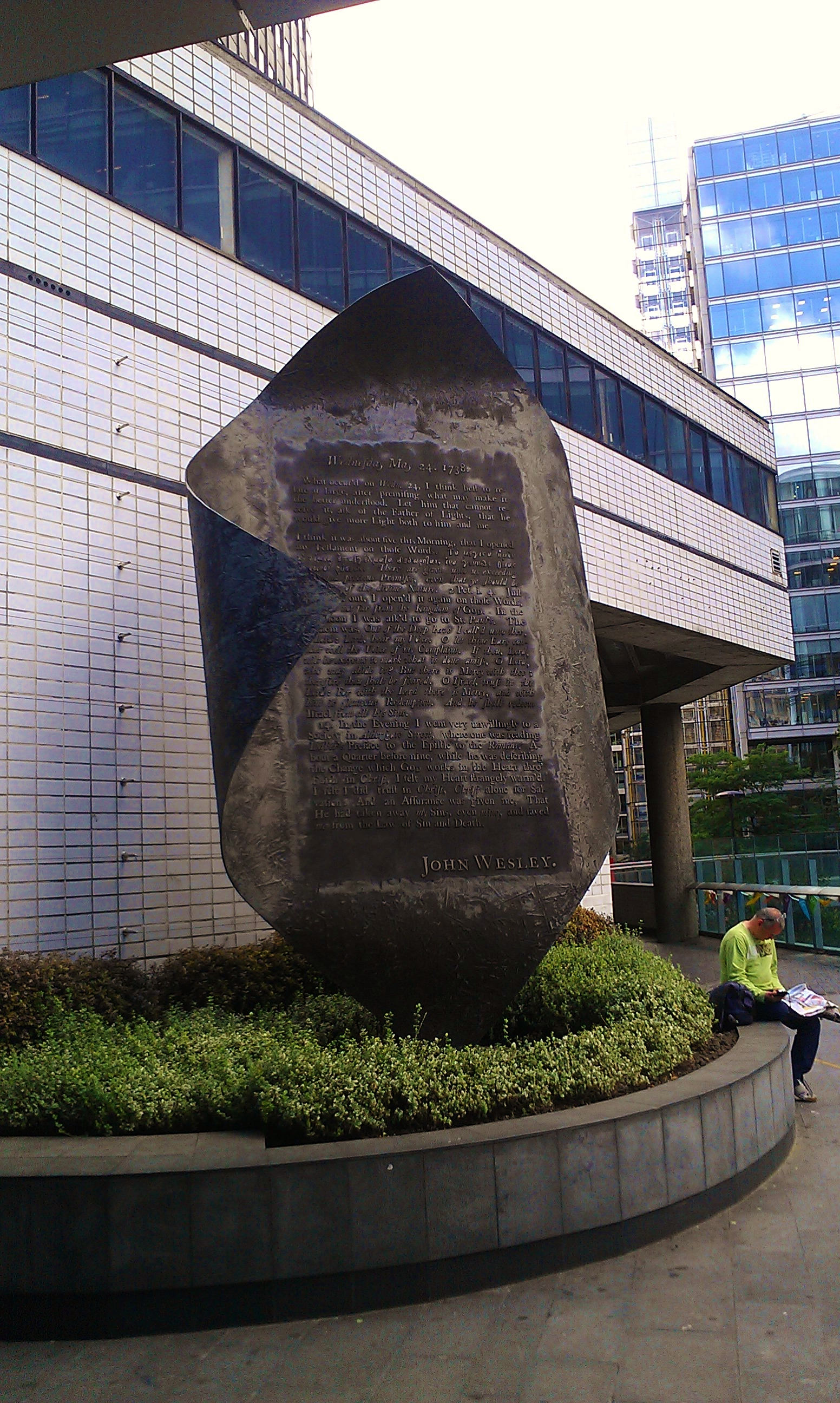
Скульптура поруч з входом до музею, яка помічає місце навернення у віру Джона Веслі.
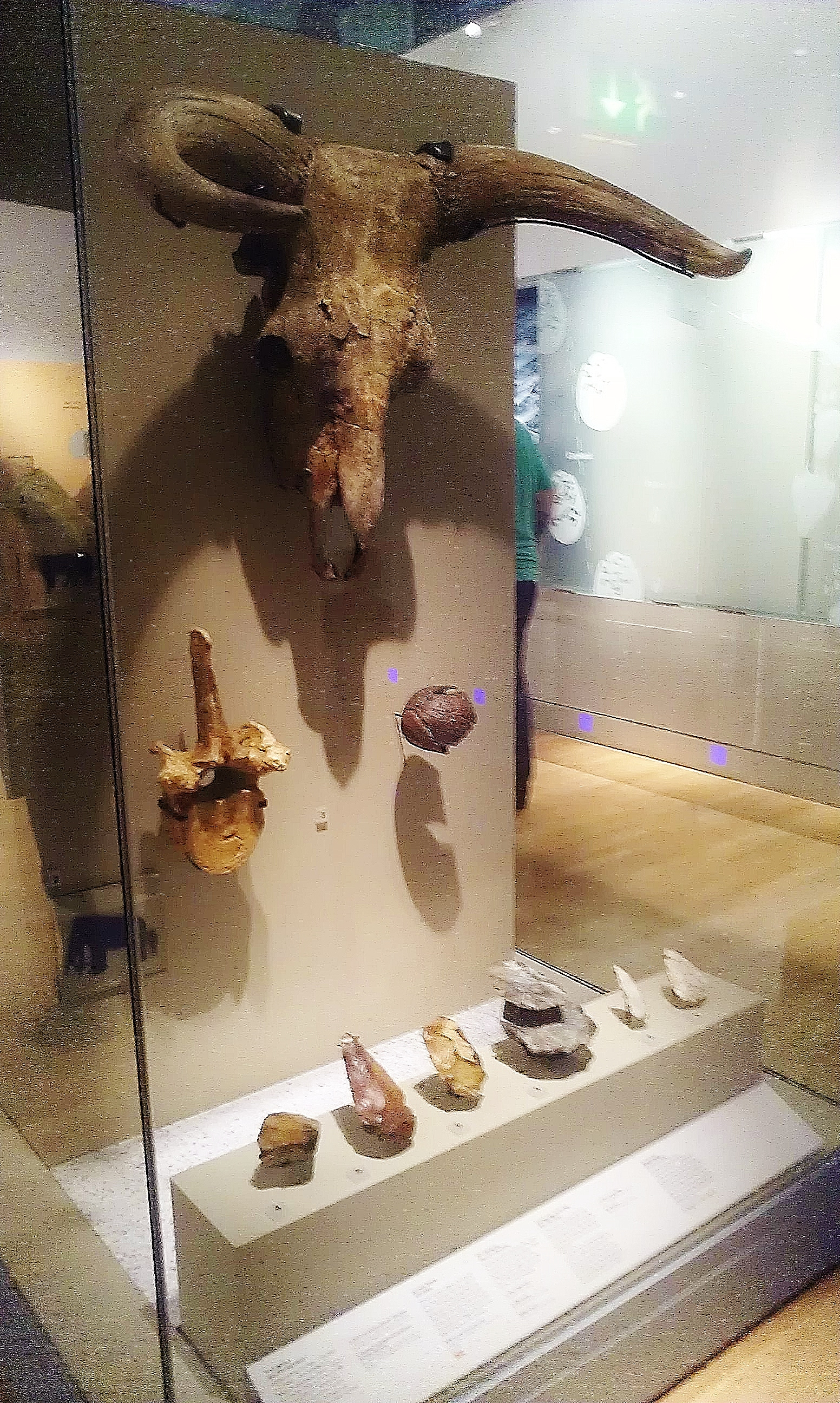
Частина виставки про кам'яну добу.
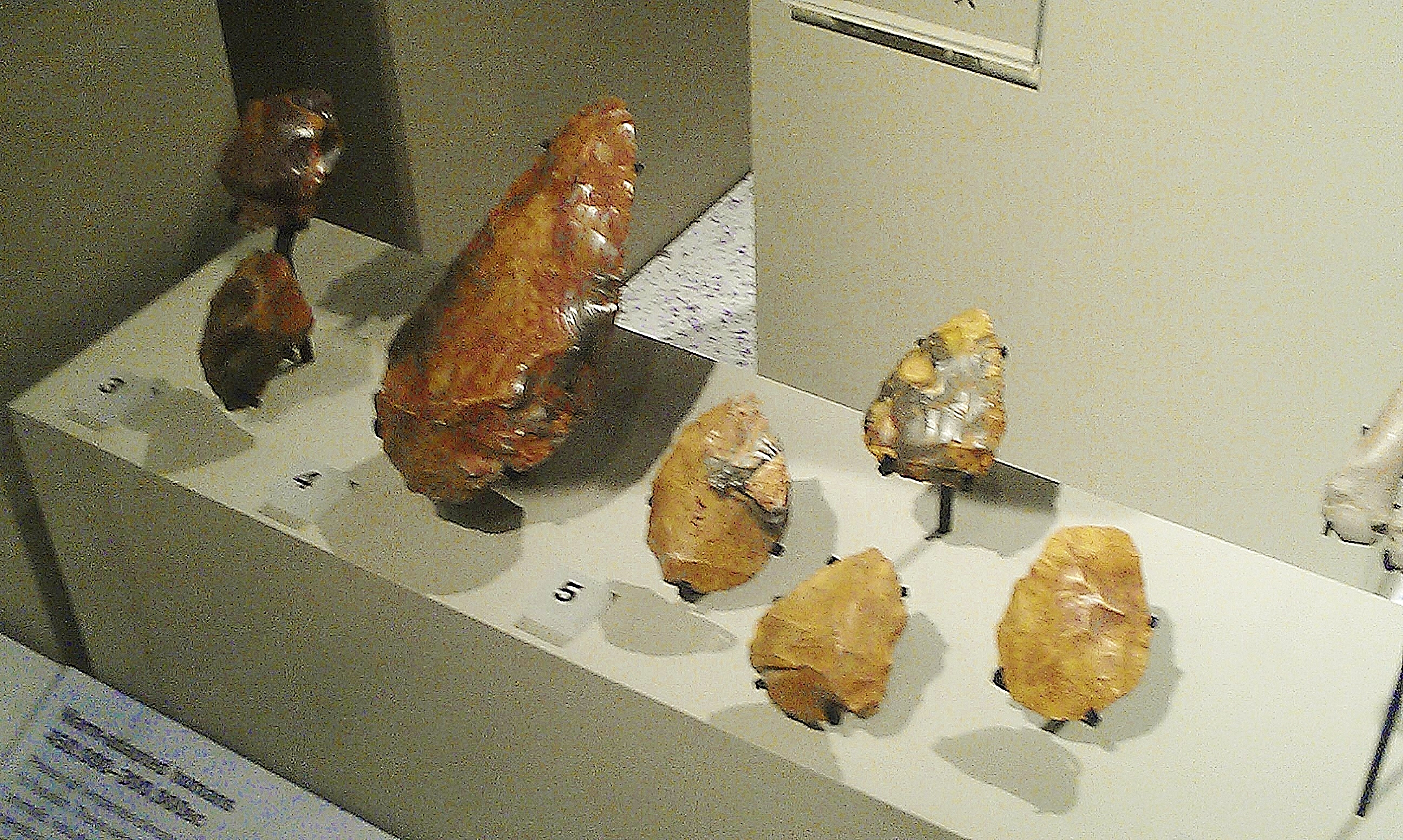
Артефакти кам'яної доби зі Свонскомба.
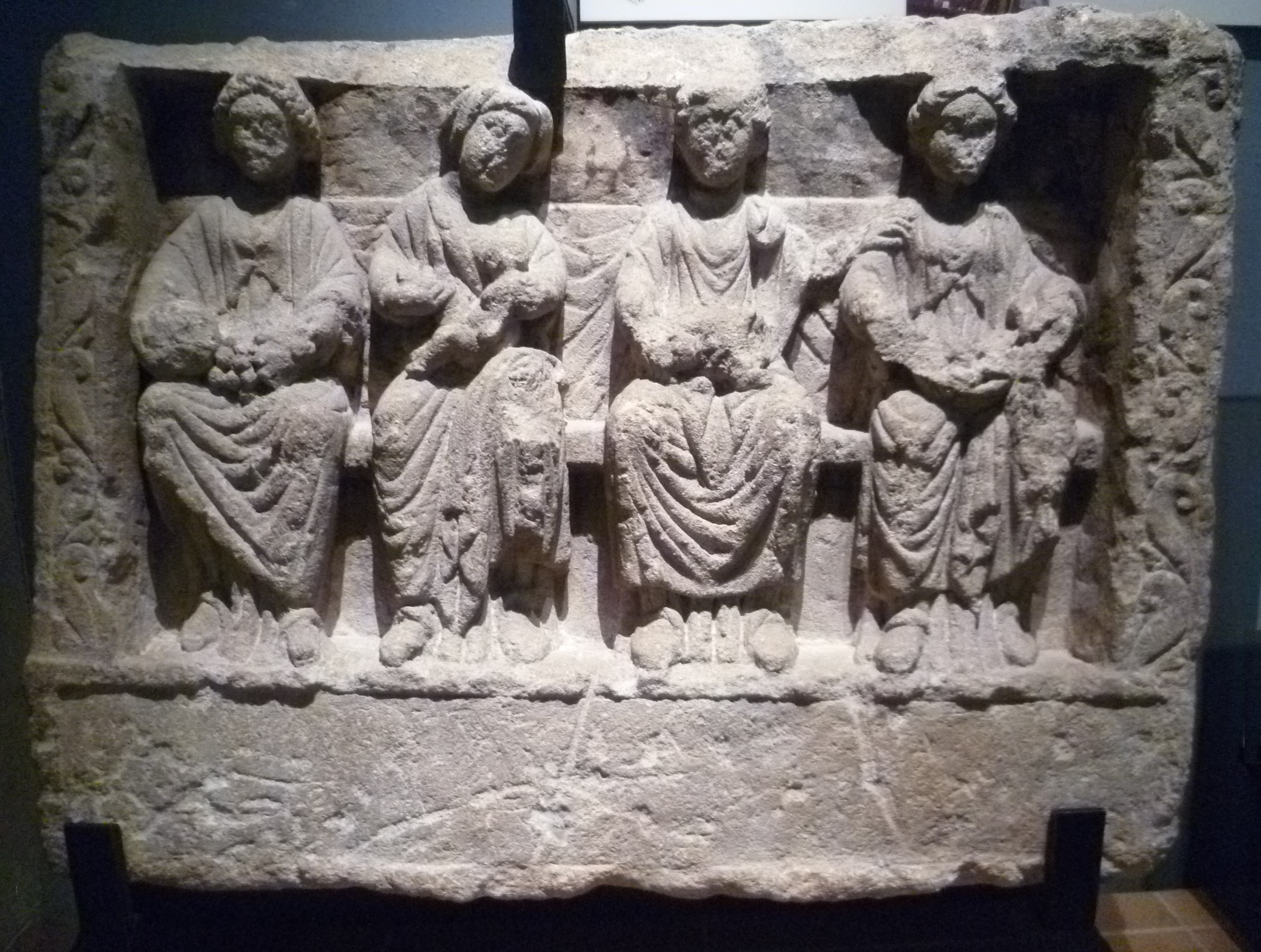
Один з артефактів музею про римський Лондон, III ст.
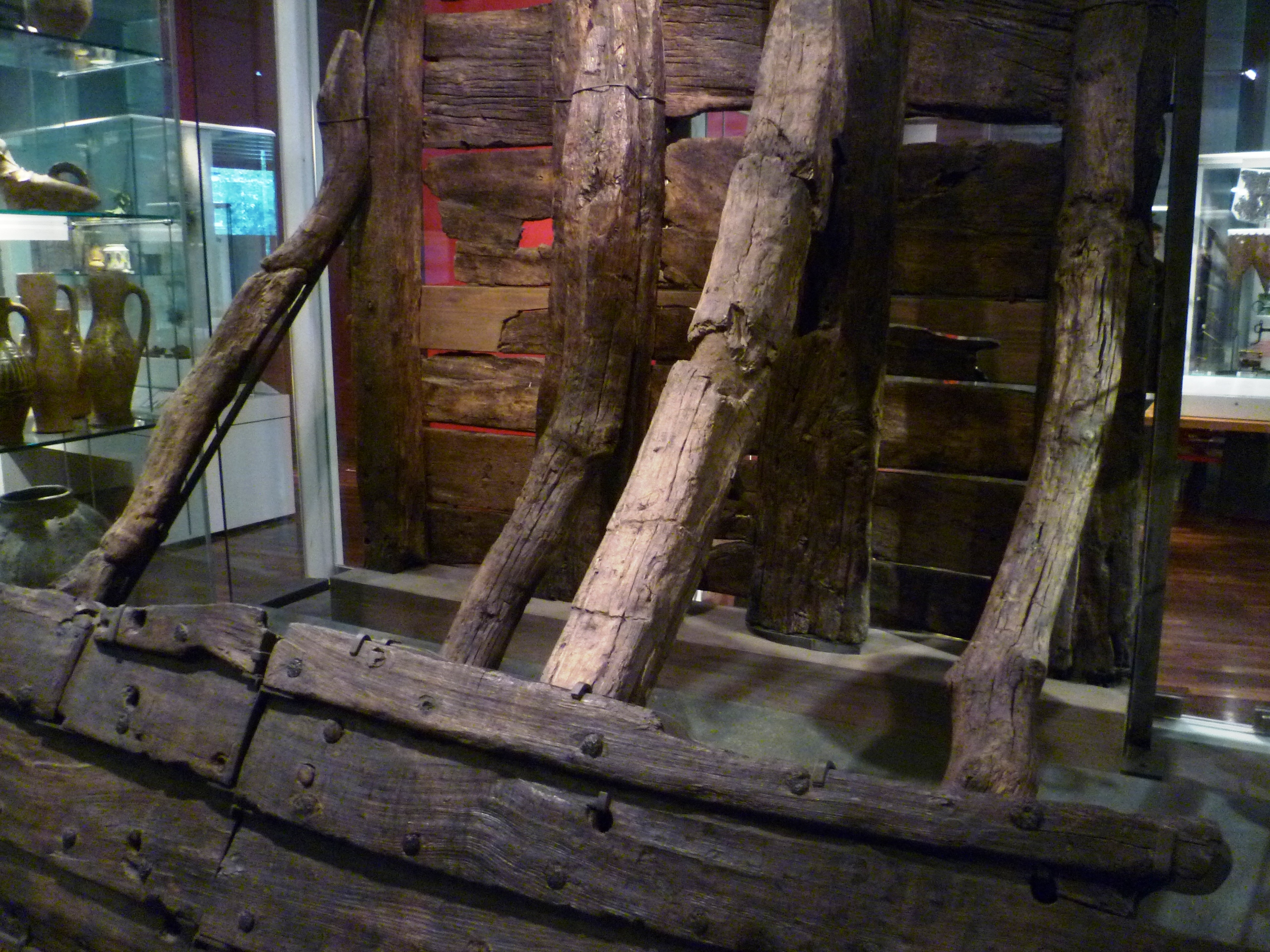
Частина дерев'яної підпірної стіни 13-го сторіччя, яка укріплювала береги Темзи в Біллінсгейті, розкопана 1982 року.
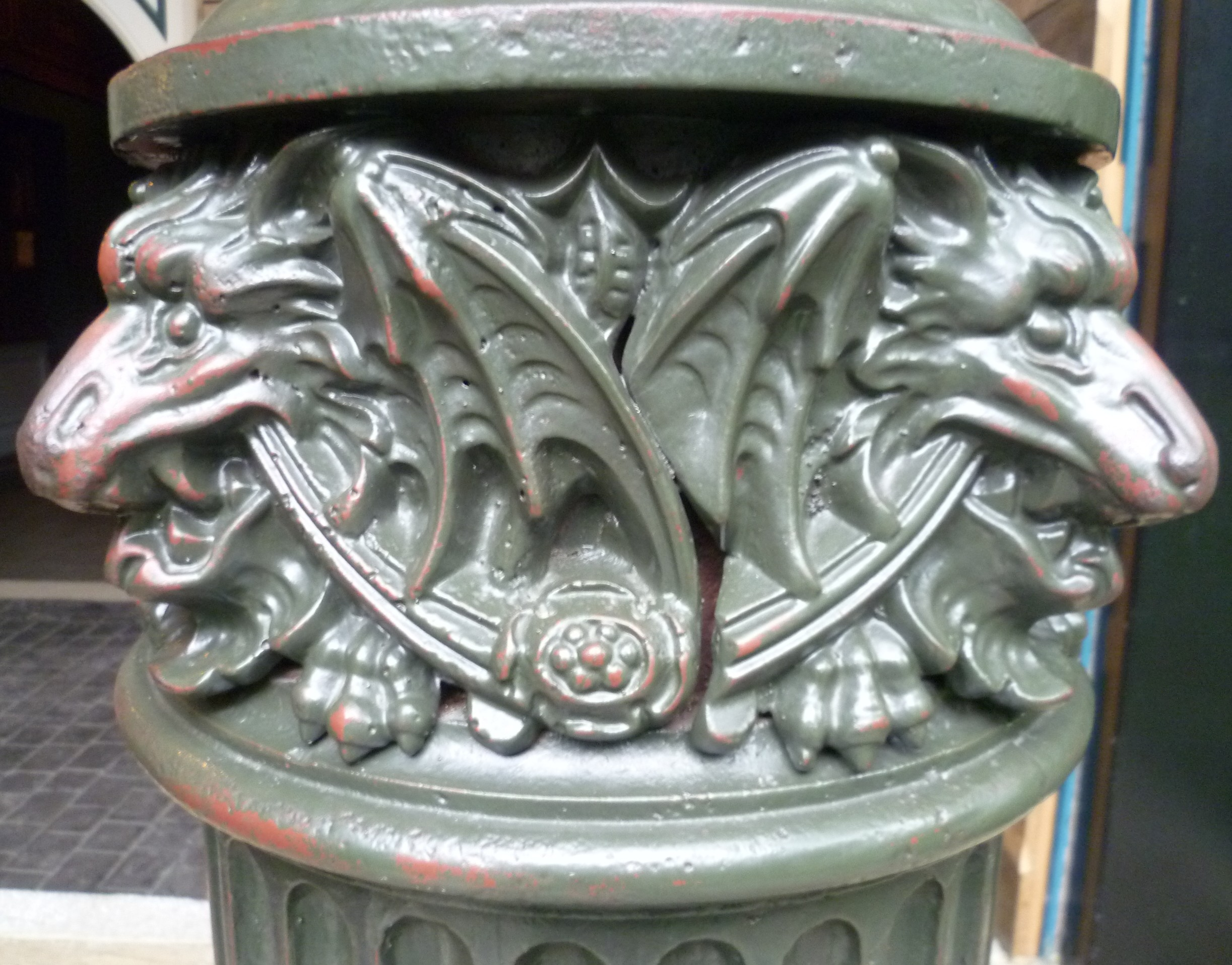
Деталь лондонського ліхтарного стовпа 19-го сторіччя в секції «Вікторіанська прогулянка».
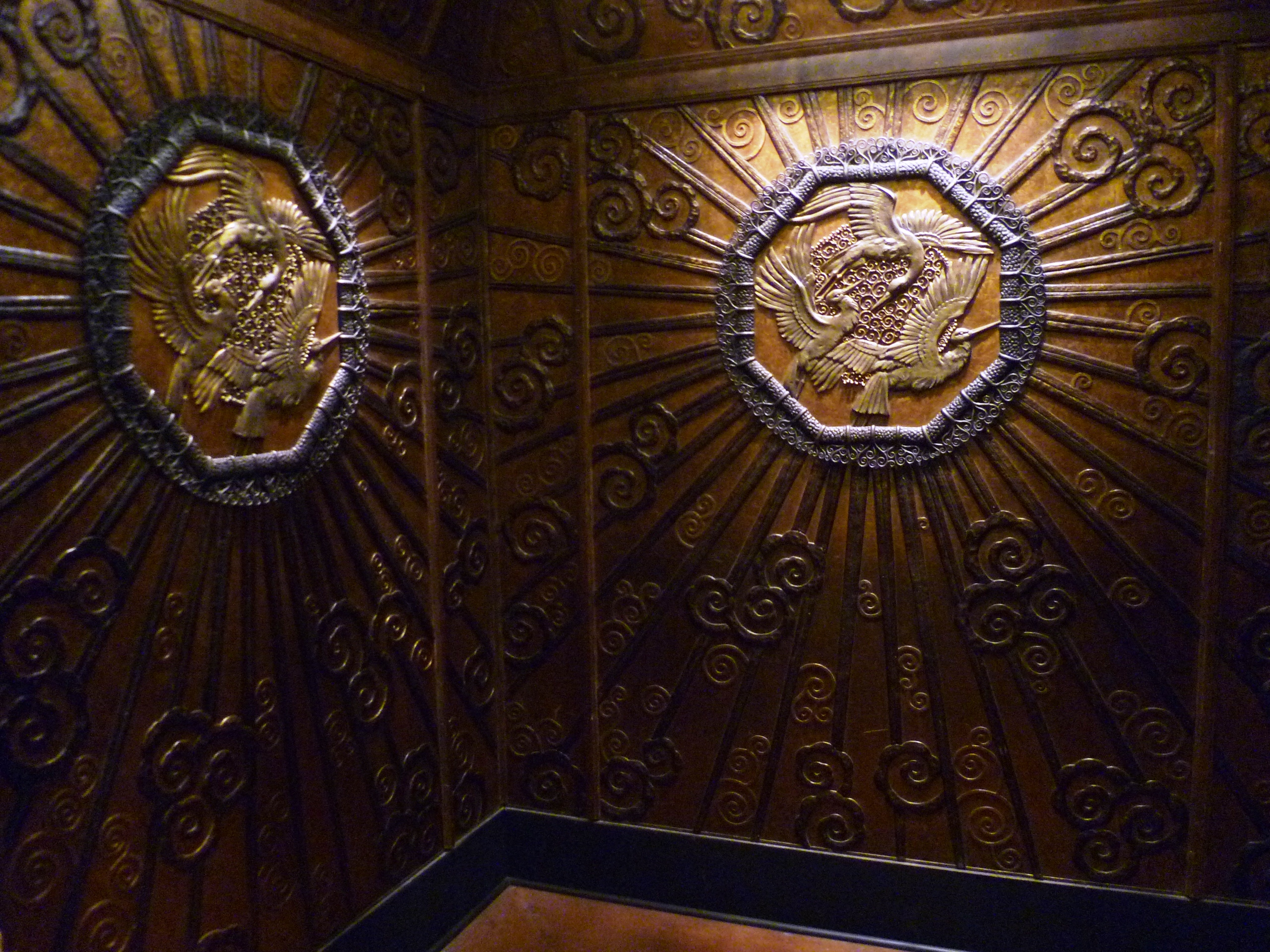
Інтер'єр ліфта в Selfridges 1928 року в секції музею про 20-те сторіччя.
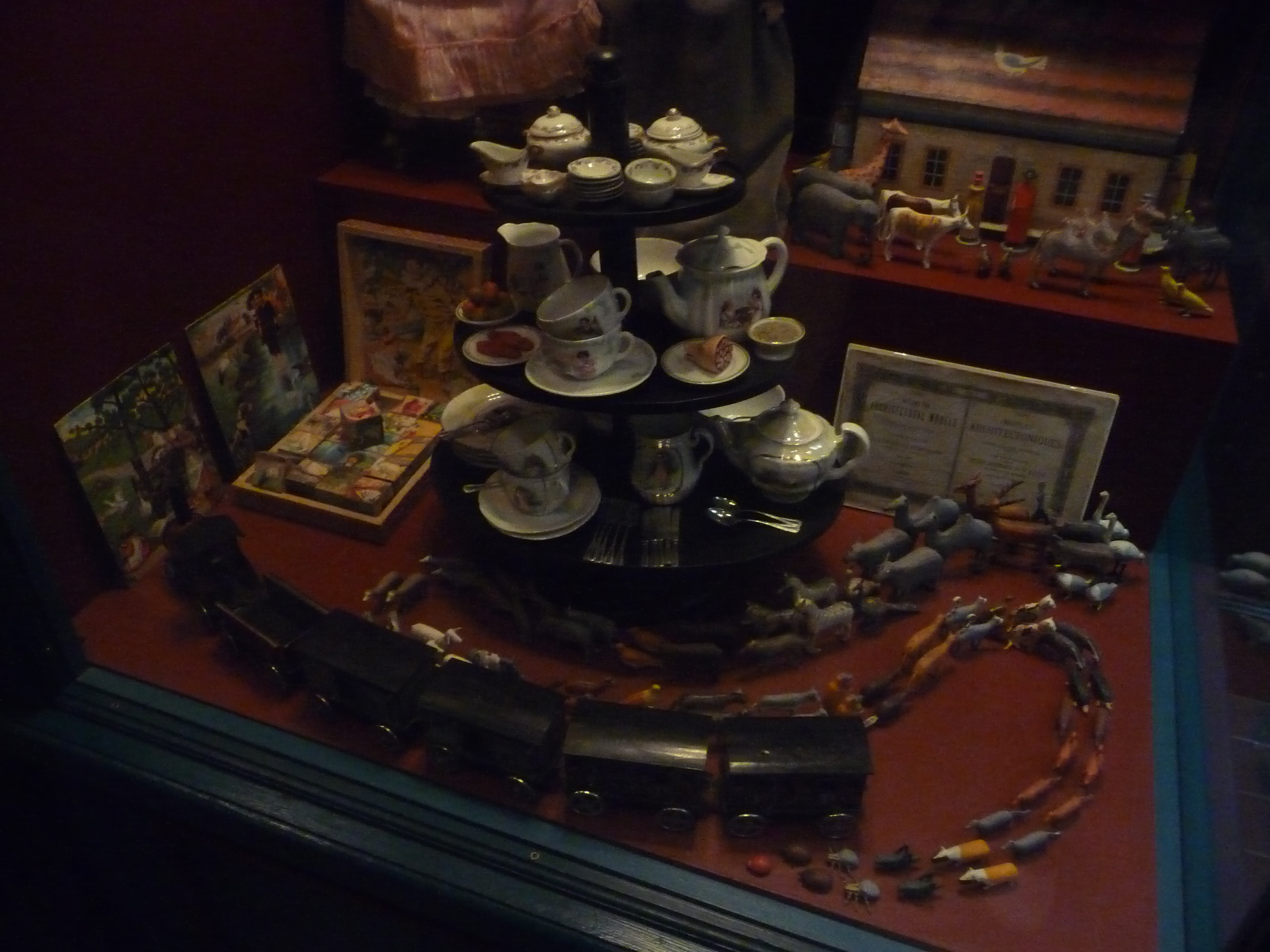
Відтворення іграшкового магазину у «Вікторіанській прогулянці».
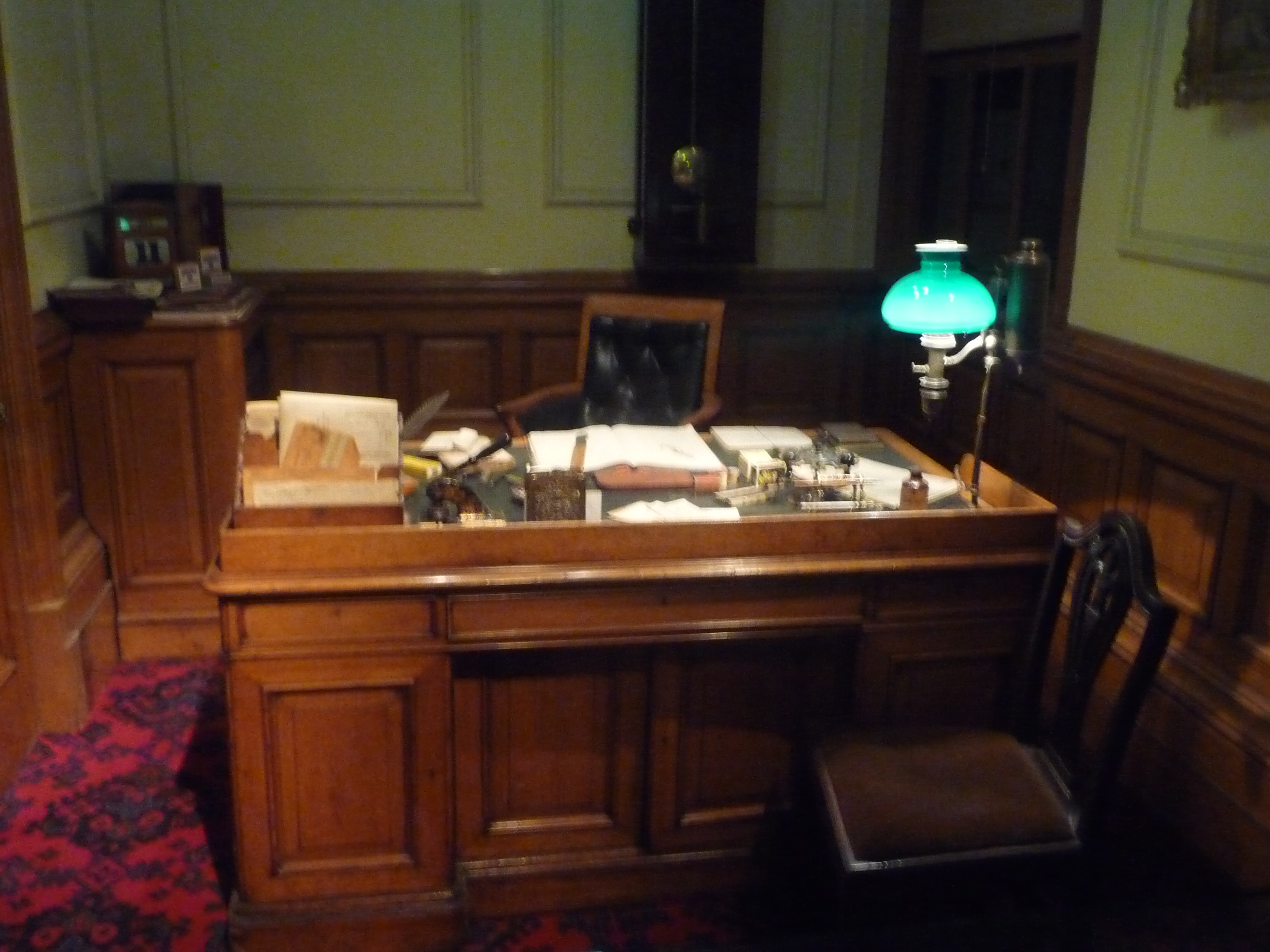
Відтворення офісу голови відділення банку у «Вікторіанській прогулянці».
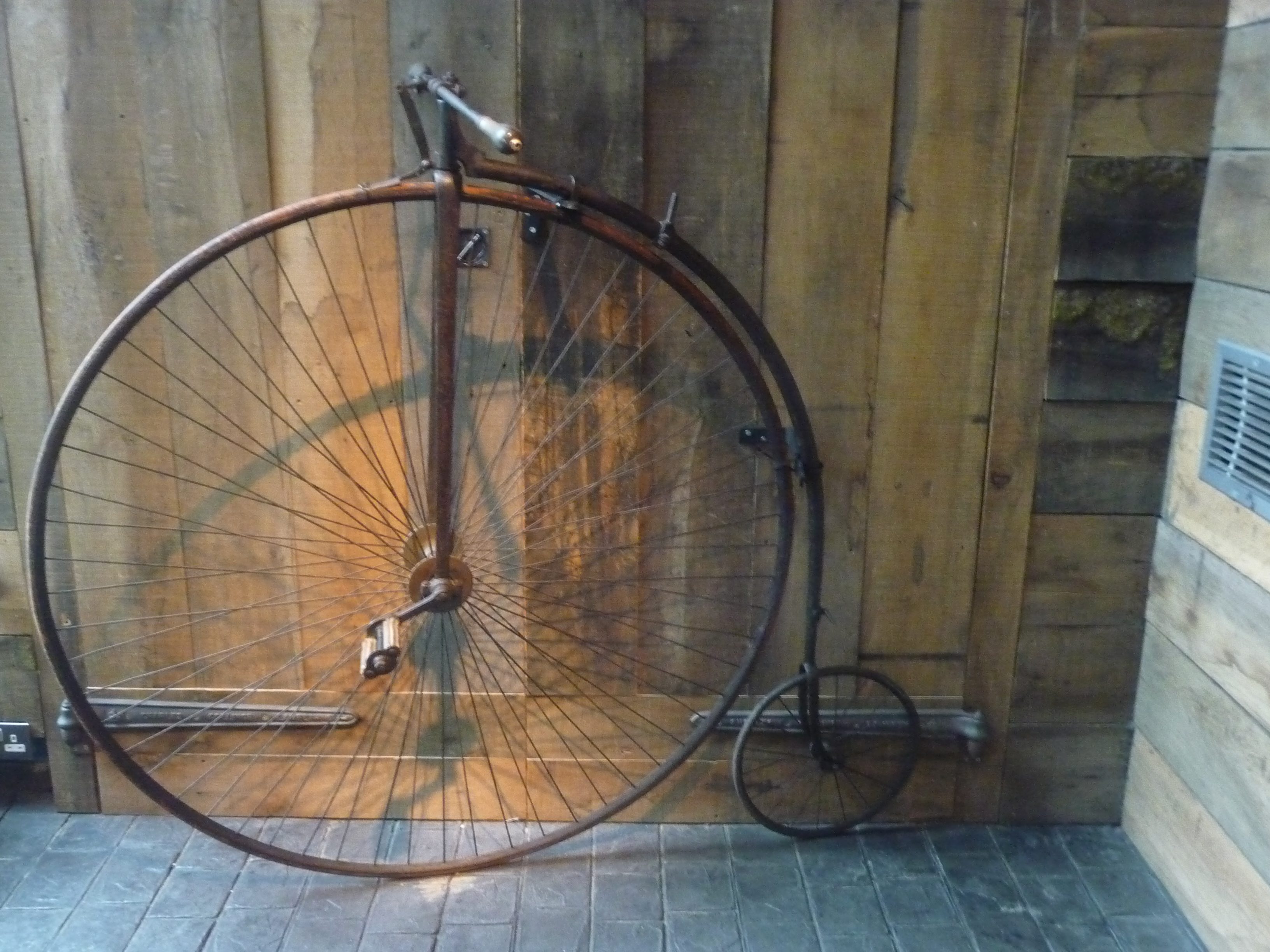
Пенні-фартинг.
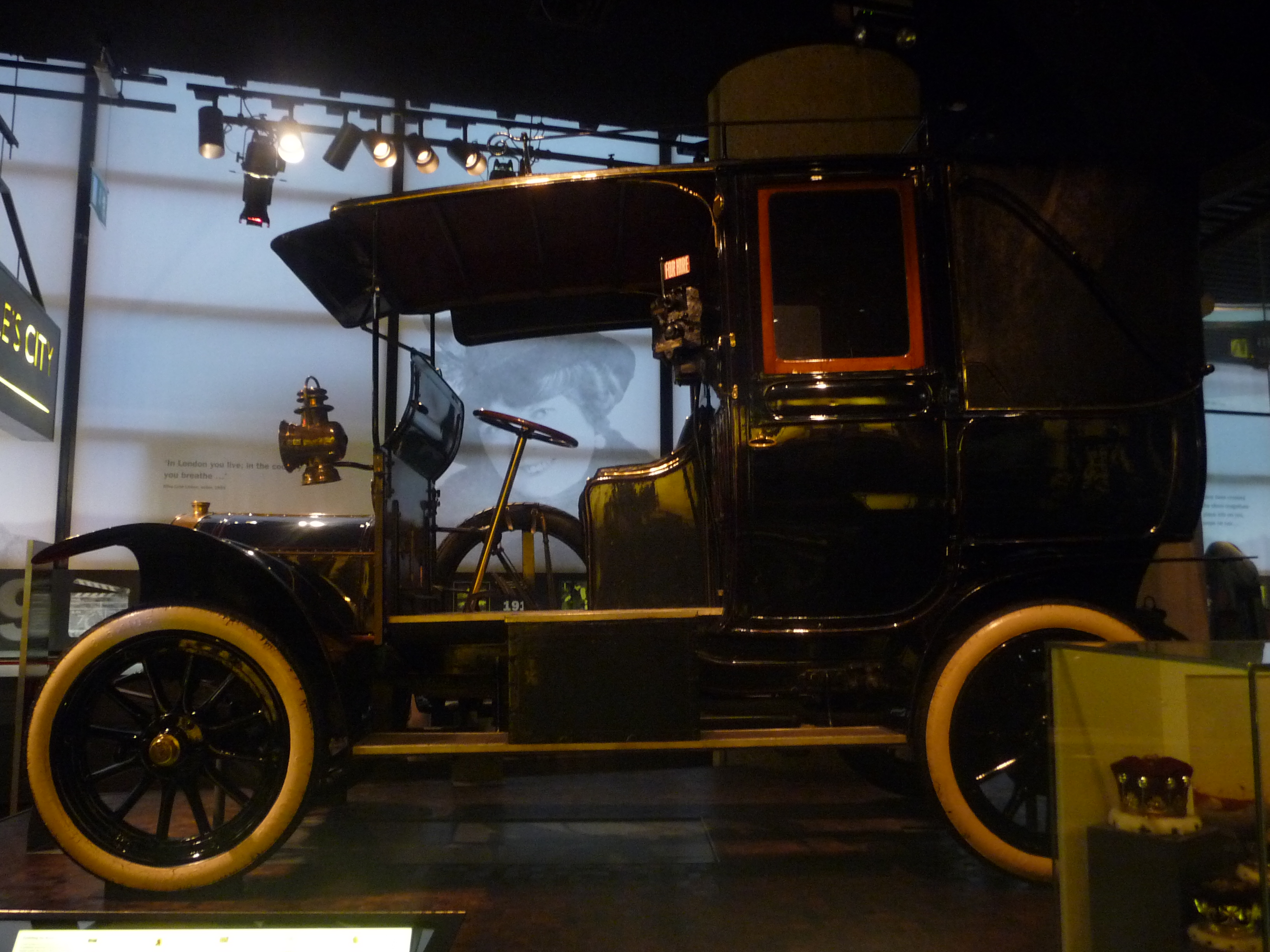
Лондонське таксі, 1908.
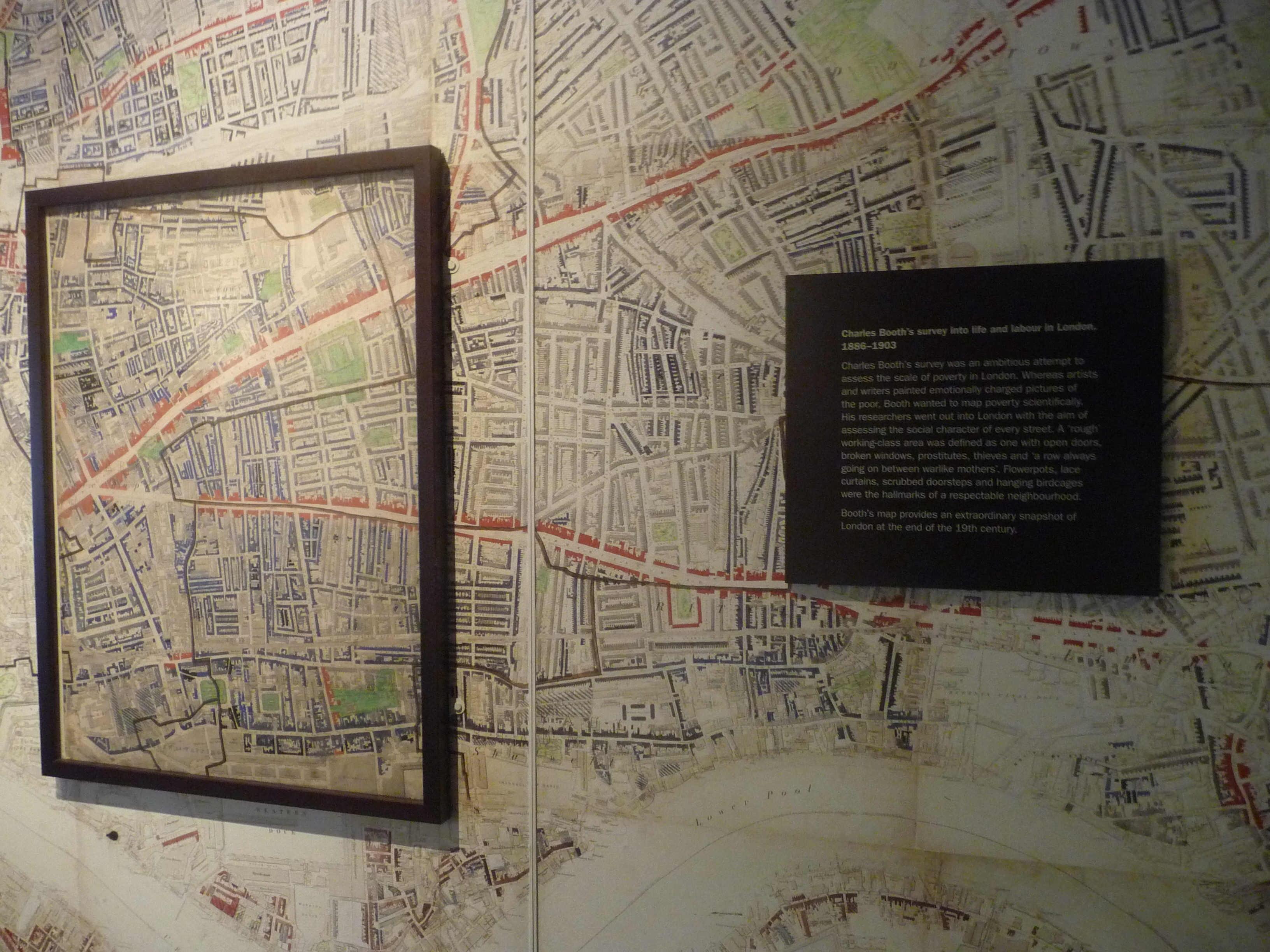
Часткова мапа перепису лондонців Чарльзом Бутом, 1886-1903 рр.
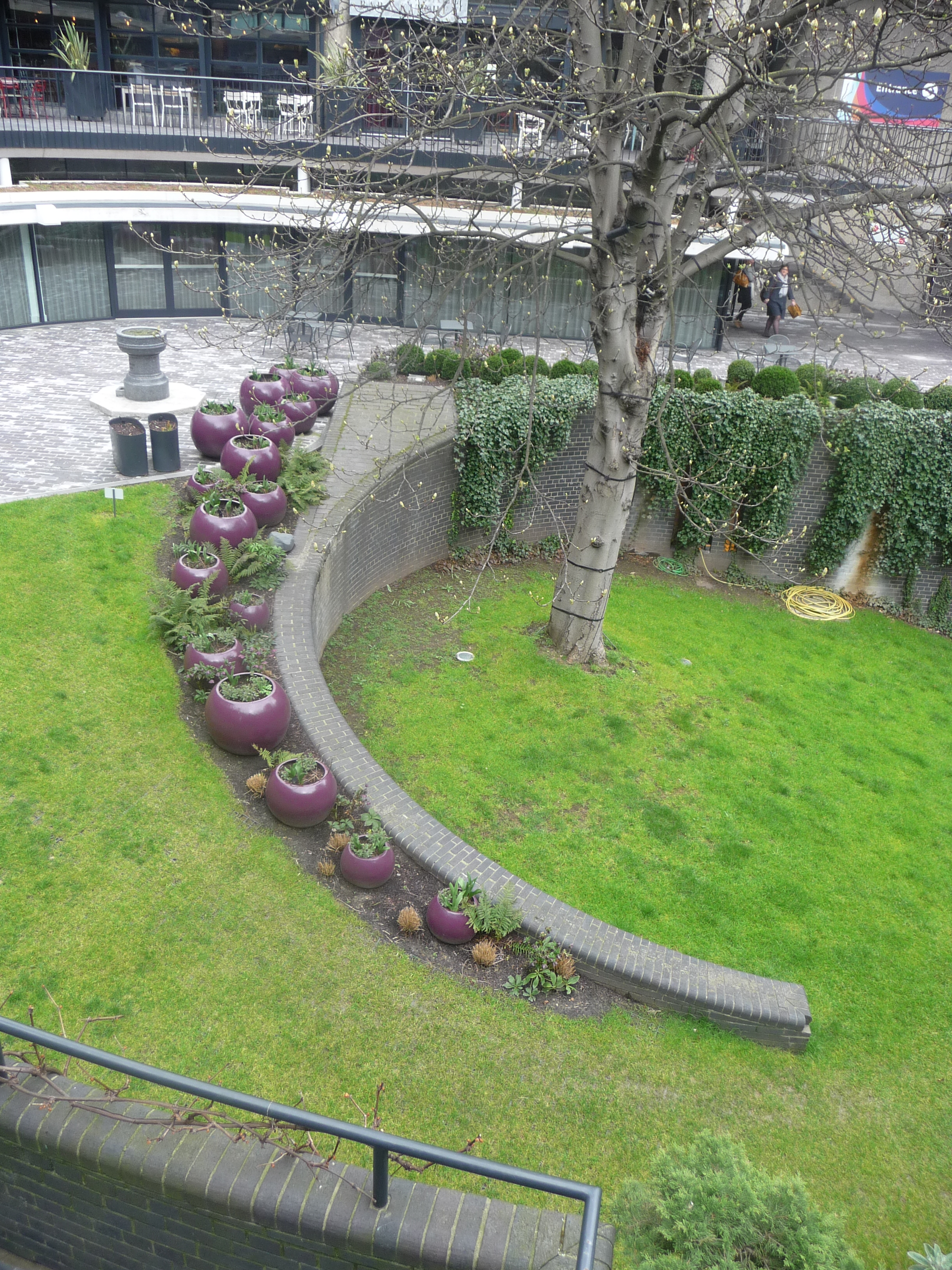
Пандус після виходу з музею — галерея просто неба.